# 公立能登総合病院
公立能登総合病院（こうりつのとそうごうびょういん）は、石川県七尾市にある医療機関である。七尾市が運営している。

## 診療科目
- 23科
- 内科
- 精神科
- 神経内科
- 呼吸器科
- 胃腸科
- 循環器科
- 小児科
- 外科
- 整形外科
- 形成外科
- 美容外科
- 脳神経外科
- 呼吸器外科
- 皮膚科
- 泌尿器科
- 肛門科
- 産婦人科
- 眼科
- 耳鼻咽喉科
- リハビリテーション科
- 放射線科
- 麻酔科
- 歯科口腔外科

## 歴史

### 沿革
- 1943年（昭和18年）
  - 9月1日 - 医療利用組合連合会能登病院開設。
  - 12月15日 - 石川県農業会能登病院に改称。
- 1948年（昭和23年）
  - 8月14日 - 石川県厚生農業協同組合連合会能登病院に改称。
- 1956年（昭和31年）
  - 6月1日 - 七尾鹿島国民健康保険団体連合会直営能登病院に改称。
- 1960年（昭和35年）
  - 9月1日 - 七尾鹿島地区病院組合が事業主体となる。
- 1965年（昭和40年）
  - 6月1日 - 七尾鹿島地区病院組合公立能登総合病院に改称。
- 1972年（昭和47年）
  - 10月20日 - 七尾鹿島広域圏事務組合公立能登総合病院に改称。
- 2013年（平成25年）
  - 4月1日 - 七尾鹿島広域圏事務組合の解散に伴い、七尾市公立能登総合病院に改称。

## 指定・認定
- 救急告示病院
- 労災保険指定病院
- 生活保護法指定病院
- 更生医療指定病院
- 災害拠点病院
- 臨床研修病院
- 指定自立支援医療機関
- 結核指定医療機関
- 臓器提供病院
- 救命救急センター
- 第二種感染症指定医療機関
- へき地医療拠点病院
- エイズ治療拠点病院
- 地域がん診療連携協力病院

## 交通アクセス
鉄道
JR七尾線・のと鉄道七尾線： 七尾駅下車、車で5分。
バス
北鉄能登バス・能登島交通・まりん号（西回り）： 「能登総合病院」下車、徒歩1分。